# Apaustis theophila
Apaustis theophila är en fjärilsart som beskrevs av Otto Staudinger 1866. Apaustis theophila ingår i släktet Apaustis och familjen nattflyn. Inga underarter finns listade i Catalogue of Life.